# ハロン駅
ハロン駅（ベトナム語：Ga Hạ Long / 𥩤下龍?）はベトナムのクアンニン省に位置するベトナム鉄道の駅である。2019年現在ケプ・カイラン線を走る唯一の旅客列車の終着/始発駅となっており、旅客営業ではケプ・カイラン線の事実上の終点駅として機能している。駅脇に小規模な市場があり、ケプ・カイラン線の乗客の大半である行商人の商品が売り買いされている。

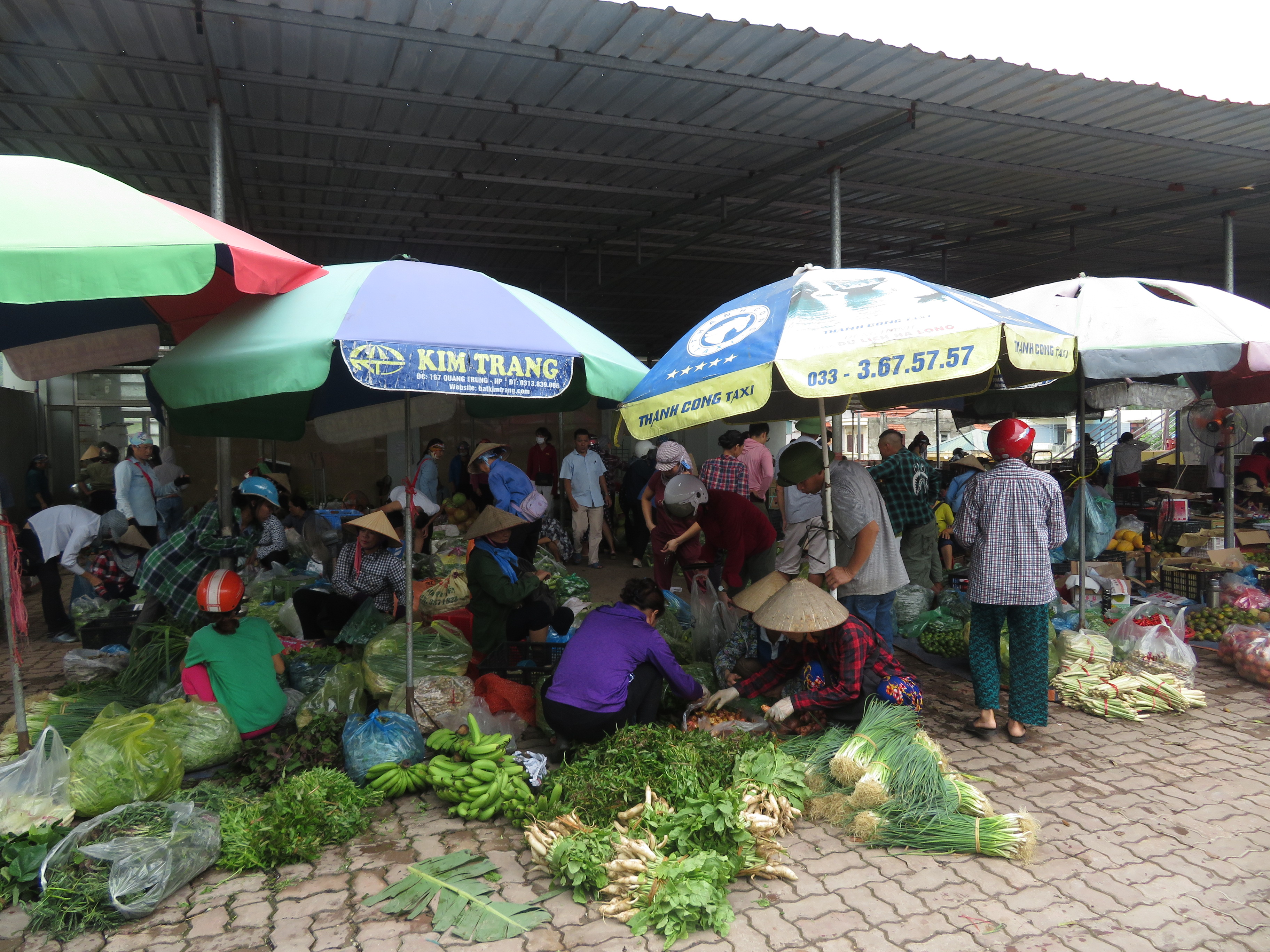
駅脇の市場
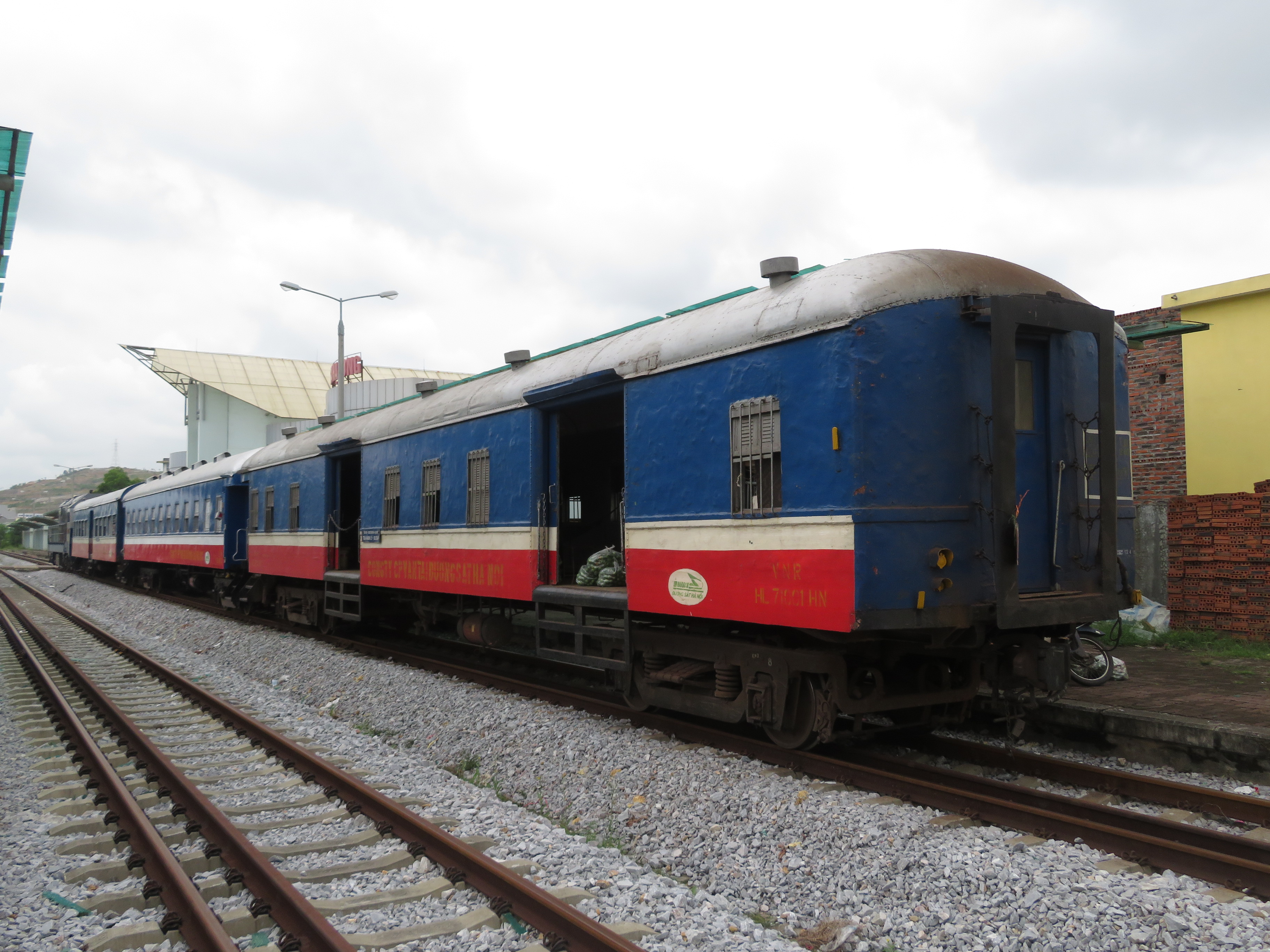
ハロン駅に停車中の列車

## 利用可能な路線
ベトナム鉄道
ケプ・カイラン線

## 隣の駅
ベトナム鉄道
ケプ・カイラン線
イエンクー駅 - ハロン駅 - カイラン駅